# Église d'Albi-Erdi
Pour les articles homonymes, voir Albi (homonymie).
L'église d'Albi-Erdi (en russe : Алби-Ерда ; en géorgien : ალბი-იერდი) est une ancienne église géorgienne située à une cinquantaine de kilomètres à vol d'oiseau au sud de Magas, en Ingouchie, dans la fédération de Russie. 

## Description
L'église, de taille modeste, mesure 8,75 m de long pour 5,3 m de large.
Une datation par le radiocarbone démontre que l'édifice fut construit entre le VIIe siècle et le Xe siècle ; Albi-Erdi pourrait être l'une des plus anciennes églises de Russie.